# Isopropil aminoetilmetil fosfonito
Isopropil aminoetilmetil fosfonito (designado por la OTAN como QL), también conocido como O-(2-diisopropilaminoetil) O′-etil metilfosfonito, es un precursor químico del gas nervioso VX  y del VR-56. Es un líquido incoloro con un fuerte olor a pescado y es ligeramente soluble en agua..

## Síntesis
QL se fabrica al reaccionar el dietil metilfosfonito con 2-(diisopropilamino) etanol.

## Usos en la guerra química
QL es un componente de las armas químicas binarias, principalmente del agente nervioso VX. Fue desarrollado durante la década de 1980, junto con el difluoruro de metilfosfonilo (DF), para reemplazar un arsenal envejecido de armas químicas unitarias. El QL está listado como sustancia química del Programa 1 por la Convención de armas químicas (CWC).

## Toxicidad
QL en sí mismo es relativamente no tóxico. Sin embargo, al reaccionar con azufre, el sulfuro correspondiente de QL isomeriza en la molécula VX altamente tóxica.